# Mariusz Napiórkowski
Mariusz Napiórkowski (ur. 8 czerwca 1989) – polski lekkoatleta uprawiający biegi długodystansowe, specjalizujący się w biegu 24-godzinnym.

## Życiorys
W 2022 roku podczas Mistrzostw Polski w biegu 24-godzinnym w Pabianicach zdobył srebrny medal z wynikiem 262,294 km.
W 2023 roku podczas rozgrywanych 2 grudnia w Tajpej Mistrzostw Świata w biegu 24-godzinnym zdobył srebrny medal w drużynie z Andrzejem Piotrowskim i Andrzejem Mazurem, indywidualnie zajął 12 miejsce z wynikiem 260,800 km.
W 2024 roku podczas Mistrzostw Polski w biegu 24-godzinnym w Pabianicach zdobył złoty medal z wynikiem 276,081 km (czwarty najlepszy wynik w Polsce w historii).

## Osiągnięcia
| Rok  | Impreza                                      | Miejsce | Konkurencja   | Pozycja     | Wynik     |
| ---- | -------------------------------------------- | ------- | ------------- | ----------- | --------- |
| 2023 | Mistrzostwa Świata w biegu 24-godzinnym 2023 | Tajpej  | indywidualnie | 12. miejsce | 260 800 m |
| 2023 | Mistrzostwa Świata w biegu 24-godzinnym 2023 | Tajpej  | drużynowo     | 2. miejsce  | 787 964 m |